# Tourisme en Croatie

Comitats de Croatie

Le tourisme en Croatie est une industrie importante. En 2012, la Croatie avait 11,8 millions de visiteurs touristiques, et en 2013 plus de 14 millions de touristes et 73,25 millions de nuitées,. La Croatie espère doubler ces chiffres d'ici à 2020.
Huit régions du pays ont été désignées parcs nationaux, et la nature dans ces domaines a une protection supplémentaire contre le développement urbain. Le long de différents tronçons de la côte existent de flottilles de yachts. Le pays est aussi populaire auprès des plongeurs.
Lonely Planet a qualifié la Croatie de destination de premier choix pour 2005, tandis que National Geographic Adventure Magazine a qualifié la Croatie de destination de l'année en 2006.

## Régions touristiques
Le Conseil National Croate du Tourisme a divisé la Croatie en six régions touristiques distinctes.

### Nord-ouest

#### Istrie
La côte ouest de la péninsule de l'Istrie a plusieurs villes historiques datant de l'époque romaine, comme la ville d'Umag, qui accueille le tournoi annuel de tennis Open de Croatie ATP sur terre battue.
La ville de Porec est connue pour la basilique euphrasienne protégée par l'UNESCO, qui comprend des mosaïques VIe siècle représentant l'art byzantin. Le plan de la ville conserve l'ancienne structure romaine Castrum avec des rues principales, Decumanus et Cardo Maximus, conservés dans leurs formes originales. Marafor est un carré romain avec deux temples attachés. L'un d'eux, érigé au Ier siècle, est dédié au dieu romain Neptune. Devenue église gothique franciscaine, construite au XIIIe siècle, la salle la "Dieta Istriana", a été rénovée dans le style baroque du XVIIIe siècle.
La plus grande ville de la région, Pula, possède l'un des amphithéâtres les mieux conservés au monde, encore utilisé pour les festivals et événements. Il est entouré de complexes hôteliers, centres de villégiature, campings etinstallations sportives. À proximité se trouve le parc national de Brijuni, autrefois la résidence d'été de Josip Broz Tito.  Des villas et temples romains restent encore enfouis, le long de la côte, au milieu des zones agricoles, des villages de pêcheurs et d'agriculteurs. Les eaux côtières offrent diverses activités, comme plages, voile, pêche, plongée sur épaves anciennes, galères romaines comme navires de guerre de Première Guerre Mondiale. Pula est le point d'arrivée de la piste cyclable EuroVelo 9 qui court de Gdansk (sur la mer Baltique) à travers Pologne, Tchéquie, Autriche, Slovénie et Croatie.
La ville de Rovinj est entourée de remarquables zones côtières, de petites baies cachées dans la végétation dense, ouvertes aux naturistes, même sans que cela soit spécifié.
L'intérieur est vert et boisé, avec des petites villes de pierre sur les collines, comme Motovun, au surplomb de la rivière Mirna, près de la forêt de Motovun, zone d'environ 10 kilomètres carrés, dont 280 hectares (2,8 km2) spécialement protégés. Cette zone se distingue des zones karstiques environnantes par la proximité des forêts, la faune, le sol humide, et la culture des truffes (Tuber magnatum). Depuis 1999, Motovun accueille le Festival international du film de Motovun pour les films indépendants des États-Unis et d'Europe. Groznjan, une autre ville de colline, accueille un festival de jazz de trois semaines en juillet.

#### Kvarner: côtes, îles et intérieur
L'une des régions les plus variées, l'ensemble du golfe de Kvarner offre un paysage saisissant, avec de hautes montagnes surplombant de grandes îles. Opatija est la plus ancienne station touristique en Croatie, sa tradition du tourisme commençant au XIXe siècle.
Les anciennes villes vénitiennes de île de Rab et Lošinj sont des destinations touristiques populaires. L'île de Rab est riche en patrimoine culturel avec de nombreux monuments culturels et historiques. Rab est également connu comme un pionnier du naturisme après la visite du roi Édouard VIII et Mme Wallis Simpson. L'île offre de la nature, des plages, du patrimoine et des événements tels que le tournoi Rab d'arbalète et le festival médiéval arabe  (Rapska Fjera). Avec près de 2600 heures de soleil par an, l'île de Lošinj est une destination touristique pour les Slovènes, les Italiens et les Allemands durant les mois d'été. L'humidité de l'air moyenne est de 70%, et la température moyenne d'été est de 24 °C (23,9 °C) et 7 °C (7,2 °C) en hiver.
Les régions de l'intérieur des terres tel que Gorski Kotar, Velebit et Lika ont des pics de montagne, des forêts et des champs, de nombreuses espèces animales y vivent, y compris des ours. Les parcs nationaux de Risnjak et des lacs de Plitvice. Le parc national des lacs de Plitvice se trouve sur le plateau de Plitvice qui est entouré de trois montagnes des Alpes dinariques: Plješevica (Gornja Plješevica pic 1,640 m), la montagne Mala Kapela (Seliški Vrh pic à 1,280 m), et le Medvedjak (884 m).
Les lacs couvrent collectivement une superficie d'environ deux kilomètres carrés, avec l'eau sortant du lac plus bas pour former la rivière Korana. Les lacs se répartissent en douze lacs supérieurs (Gornja jezera) et quatre lacs inférieurs (Donja jezera).
La région abrite également une très grande variété d'espèces d'animaux, particulièrement d'oiseaux. L'ours brun, le loup, l'aigle, le hibou, le lynx, le chat sauvage, et le grand tétras européen, toute une faune rare se retrouve ici, avec beaucoup d'espèces plus communes. Au moins 126 espèces d'oiseaux y ont été répertoriées, dont 70 ont été comptabilisées en élevage.

### Dalmatie: côtes et îles (ouest et sud) de la mer Adriatique

#### Zadar
Le parc national de Kornati a des centaines d'îles pour la plupart inhabitées. Kornat, la plus grande des îles avec une superficie totale de 32 525,315 m2, compose les de deux tiers de la superficie du parc. Le parc est géré à partir de la ville de Murter, sur l'île de Murter, et est reliée au continent par un pont-levis.
Zadar, la plus grande ville de la région, a gagné sa structure urbaine à l'époque romaine; à l'époque de Jules César et de l'empereur Auguste, la ville a été fortifiée avec des tours et des portes ont été construites sur els murs de la ville.
L'intérieur de la région est un mélange de plaines et de montagnes, le canyon de Paklenica étant l'attraction principale. Le parc national de Paklenica est le site le plus visité en Croatie, et le plus grand en Europe du Sud-Est. La proximité de l'eau de mer permet aux touristes de combiner escalade, randonnée et sports nautiques. Il y a plus de 360 voies équipées en différents niveaux de difficulté. La principale saison d'escalade commence au printemps et se termine à la fin de l'automne. La région du parc contient 150–200 km de pistes et de sentiers destinés aux touristes et aux alpinistes.
L'île de Pag est réputée pour ses fêtes. Pendant les mois d’été des discothèques et bars de plages sont ouverts.

#### Šibenik
Une autre région du yachting, parsemé d'île, et centré sur Šibenik et sa cathédrale de Saint-Jacques, un site du patrimoine mondial de l'UNESCO.  Plusieurs forteresses, et restes de l'époque de la Renaissance (qui comprend la Forteresse Saint-Nicolas) entourent la ville .
La zone autour de la cité de Knin a plusieurs forteresses médiévales et des vestiges archéologiques. Burnum, établissement romain récemment[Quand ?] découvert, est à 18 km de Knin en direction de Kistanje, et a les ruines du plus grand amphithéâtre romain en Dalmatie qui a contenu de 8000 personnes. Les villages voisins Biskupija et Kapitul sont des sites archéologiques du Xe siècle, où les restes de la culture croate médiéval se trouvent notamment dans les églises, les tombes, les décorations et les épigraphes.
Le parc national de Krka est quelques kilomètres de Šibenik.  Les chutes de la rivière Krka constituent sa principale attraction, mais il y a des édifices religieuses, comme le monastère de Visovac.

#### Split
La ville côtière de Split est la deuxième plus grande ville de Croatie, et est connue pour son patrimoine romain unique qui comprend le Palais de Dioclétien. La ville a été construite autour du palais bien conservée.
La Riviera Makarska est une portion de littoral qui offre des plages, des clubs, des cafés, la possibilité de pratiquer le kayak, la voile et la randonnée le long de la plage Biokovo.
La ville de Hvar est connue pour ses industries de la pêche et du tourisme. Hvar a un climat méditerranéen doux avec une végétation méditerranéenne. L'île se présente comme "l'endroit le plus ensoleillé en Europe", avec en moyenne plus de 2715 heures de soleil dans une année.  Les manifestations culturelles et artistiques au sein du Festival d'été de Hvar ont lieu tout au long de l'été, à partir de fin juin à fin septembre. Ces événements incluent des concerts de musique classique interprétées par des artistes nationaux et internationaux, et des spectacles de groupes amateurs de Hvar. La Galerie d'Art Moderne de Hvar se trouve dans le bâtiment Arsenal, dans le hall du Théâtre historique de Hvar. L'exposition permanente contient des peintures, sculptures et gravures de la collection et des expositions temporaires sont organisées.
La cathédrale Saint-Étienne (en) et le palais épiscopal ont un style Renaissance baroque et d'une façade en pignon triangulaire et un clocher Renaissance de style roman du XVIe siècle, créé par des artistes vénitiens.
D'autres îles notables de la région Brač, Čiovo, Šolta et Vis.
La vieille ville de Trogir est un site du patrimoine mondial de l'UNESCO et contient un mélange d'influence de l'époque hellénistique, romaine, vénitienne. L'âme médiévale de Trogir, entouré de murs, comprend un château préservé et sa tour, une série de logements et les palais des périodes romanes, gothiques, renaissance et baroques. Un autre édifice de Trogir est la cathédrale Saint-Laurent, dont le portail ouest principal est un chef-d'œuvre de Radovan, et le travail le plus important du style romano-gothique en Croatie. Une autre attraction notable est la forteresse Kamerlengo.

#### Dubrovnik
L'un des sites touristiques croates les plus connus est la ville fortifiée de Dubrovnik. Le point culminant est le palais Sponza qui date du XVIe siècle et est actuellement utilisé pour abriter les Archives nationales. Le Palais du Recteur est une structure-Renaissance gothique qui abrite aujourd'hui un musée. Sa façade est représentée sur le revers de la kuna croate des billets de 50, publiée entre 1993 et 2002.
L'église Saint-Sauveur est un autre vestige de la période de la Renaissance, à côté du monastère franciscain.  La bibliothèque du monastère franciscain possède 30.000 volumes, 22 incunables, 1.500 documents manuscrits précieux. Les expositions incluent un vermeil croix du XVe siècle et un encensoir en argent, un crucifix du XVIIIe siècle de Jérusalem, un martyrologe (1541) par Bernardin Vucetic et des psautiers enluminés.  La plus célèbre église de Dubrovnik est l'église Saint-Blaise, construite au XVIIIe siècle en l'honneur du saint patron de Dubrovnik.
La cathédrale baroque abrite les reliques de Dubrovnik de Saint Blaise. Le monastère de la ville dominicaine ressemble à une forteresse de l'extérieur, mais l'intérieur contient un musée d'art et une église gothique-roman,. Un trésor du monastère dominicain est sa bibliothèque avec plus de 220 incunables, de nombreux manuscrits illustrés, une riche archives de manuscrits et de documents précieux et une collection d'art,,.  La caractéristique principale de Dubrovnik est ses murs de 2 km autour de la ville. Les murs vont de quatre à six mètres d'épaisseur sur le côté de la terre, mais sont plus minces sur le côté de la mer. Le système de tourelles et de tours étaient destinées à protéger la ville.
Juste à côté de Dubrovnik est l'île boisée de Lokrum. La petite île a un château, un monastère bénédictin millénaire, et un jardin botanique commencé par l'archiduc Maximilien au XIXe siècle. Paons et paonnes errent encore l'île, descendant des paons originaux apportés au cours de Maximilian.
Les îles voisines comprennent l'île historique de Korcula. Les habitants catholiques de Korcula ont gardé des vieilles cérémonies religieuses folklorique ainsi qu'une danse de l'arme, la Moreška, qui remonte au Moyen Âge.  Les sites historiques de la ville principale comprennent la centrale cathédrale romano-gothique de Saint-Marc (construit de 1301 à 1806), le monastère franciscain du XVe siècle avec cloître gothique vénitien, la salle du conseil municipal, le palais des anciens gouverneurs de Venise, grand 15e et XVIe siècle palais des nobles marchands locaux, et les fortifications de la ville.
Plus loin le long de l'Adriatique sont les forêts de l'île de Mljet. Plus de 72 % de l'île de 98,01 kilomètres carrés (37,84 de milles carrés) est la forêt. Sa structure géologique est constituée de calcaire et de la dolomie formant des crêtes, des crêtes et pentes. Quelques dépressions sur l'île de Mljet sont en dessous du niveau de la mer et sont connus comme Blatine ( «boue lacs») ou slatine ( «lacs salés»).

### Centre et nord de la Croatie
La partie nord de cette région, avec la zone de collines de Zagorje, est parsemée de châteaux et de spas. Varaždin, avec ses monuments et le patrimoine artistique, représente le mieux conservé et le plus riche complexe urbain en Croatie continentale.
La vieille ville (forteresse) est un bâtiment de défense médiévale. La construction a commencé au XIVe siècle et au siècle suivant les tours rondes, typiques de l'architecture gothique en Croatie, ont été ajoutés. La cathédrale de l'Assomption de la Vierge Marie (de Varaždin) (en), ancienne église jésuite, construite en 1647, dispose d'une entrée baroque, un autel du XVIIIe siècle, et des peintures.  Parmi les festivals, la Špancir Fest (en), annuelle, de fin août à début septembre (sur dix jours) : la ville accueille alors des artistes de rue, des musiciens et des vendeurs pour ce qu'on appelle «la rue festival de la marche». Varaždin est également l'hôte du festival de Radar (en), qui accueille des concerts à la fin de l'été.  Il a déjà accueilli plusieurs stars de la musique tels que Bob Dylan, Carlos Santana, The Animals, Manic Street Preachers, Solomon Burke, entre autres.
Le sanctuaire marial de Marija Bistrica est le plus important lieu de pèlerinage du pays. Des centaines de milliers de pèlerins visitent le site chaque année où l'église du XIVe siècle résiste au temps et aux hommes. L'église est connue pour la statue de la  Vierge Noire à l'Enfant, datant de l'invasion turque au XVIe siècle, lorsque la statue a été cachée dans l'église, puis perdue pendant des décennies, enfin redécouverte. Derrière l'église, "Le chemin de croix" entraîne les pèlerins en randonnée vers la colline du calvaire. Le Pape Jean-Paul II a visité le site en 1998 dans son deuxième tour de la Croatie.
Le sud a des reflets naturels, tels que le parc naturel Lonjsko Polje. La zone sud-ouest est connue pour ses forêts et déserts. Des églises baroques se trouvent partout dans la région.

### Est: Slavonie
Le tourisme dans cette région est en développement, la plupart du temps avec des spas. 
Dans la Baranja, longtemps sous domination ottomane, grenier à blé de la Croatie, entre Save et Drave, à cheval entre la Hongrie (comitat de Baranya) et la Croatie (comitat d'Osijek-Baranja), le parc national de Kopački (1967) est l'un des plus grands et des plus beaux marais intacts conservés d'Europe, accueillant environ 260 différentes espèces d'oiseaux comme oies et de canards sauvages, grande aigrette, cigogne blanche, cigogne noire, pygargue à queue blanche, corneilles, foulques, mouettes, sternes, martins-pêcheurs, et pics verts. Des visites touristiques guidées par des navires panoramiques, des bateaux, des chevaux ou à pied sont disponibles, avec des forfaits offrant la possibilité de photographier ou filmer oiseaux et autres animaux.
Le centre culturel est la ville historique de Osijek, avec ses bâtiments de style baroque, comme l'église Saint-Pierre et Paul, une structure néo-gothique avec la deuxième plus haute tour en Croatie après la cathédrale de Zagreb, et le Palais du commandement général de Slavonie, plus important édifice baroque du pays.
Il existe trois grands événements annuels folklorique en Slavonie et Baranja (région) (en) : Djakovacki vezovi (en), Vinkovačke jeseni (en) et Brodsko kolo (en). On y trouve des costumes traditionnels, des danses folkloriques et groupes de chant, les coutumes, avec un défilé de chevaux et de wagons de mariage. Au cours de la vezovi Djakovacki, la cathédrale Đakovo accueille des chorales, des artistes d'opéra, et des expositions d'art sont organisées dans le salon d'exposition.
La Podravina (Comitat de Virovitica-Podravina), bassin de la Drave (affluent du Danube) regroupe divers villages, chateaux, églises baroques : Donji Miholjac, Erdut, Valpovo, Aljmaš, Dalj.
En Slavonie centrale : Slavonski Brod, Požega, Kutjevo, Našice.
En Slavonie occidentale : Virovitica, Daruvar, Pakrac, Lipik, Nova Gradiška
Le sud-est de la Slavonie (Syrmie croate) est riche de Đakovo, Vinkovci, Županja, Ilok, et de la ville de Vukovar déchirée par la guerre.

### Zagreb et région
Comme Prague ou Budapest, Zagreb est une ville typique d’Europe centrale. La capitale croate est également le plus grand centre culturel du pays, avec de nombreux musées et galeries.
La partie historique de la ville au nord de la place Ban-Jelačić est composée de Gornji Grad et Kaptol, un complexe urbain médiéval d'églises, palais, musées, galeries et bâtiments gouvernementaux, tous populaires auprès des touristes en visites guidées. Le quartier historique est accessible à pied, à partir de la place Ban-Jelačić, centre de Zagreb, ou par le funiculaire de la rue Tomićeva.
Une trentaine de collections dans les musées et galeries comprennent plus de 3,6 millions d'œuvres. Le musée archéologique se compose de près de 400.000 objets et monuments divers, recueillis au fil des ans par de nombreuses sources différentes. Les plus célèbres sont la collection égyptienne, dont la momie de Zagreb et des pansements avec la plus ancienne inscription étrusque au monde, le Liber linteus Zagrabiensis, ainsi que la collection numismatique. Le Musée d'Histoire Naturelle Croate détient l'une des plus importantes collections au monde de vestiges de l'homme de Néandertal découverts sur le site de Krapina : armes de pierre, outils préhistoriques. Les titres du Musée d'Histoire Naturelle Croate comprennent plus de 250.000 spécimens répartis entre différentes collections.
Il y a environ 20 théâtres permanents ou saisonniers. Le plus réputé demeure le Théâtre national croate (Zagreb), construit en 1895 et inauguré par l'empereur François-Joseph Ier d'Autriche. La salle de concert la plus célèbre est nommée "Vatroslav Lisinski", d'après le compositeur du premier opéra croate.
Parmi les festivals : Animafest, "Festival mondial du film d'animation", une année sur deux (année paire), et la "Biennale de musique", festival international de musique d'avant-garde, chaque année impaire.
Zagreb accueille également le festival annuel ZagrebDox du film documentaire. Le Festival de l'Orchestre philharmonique de Zagreb et l'exposition de fleurs Floraart (fin mai - début juin), les événements annuels "Rallye old-timer".
En été, la ville organise des représentations théâtrales et des concerts, surtout dans la Ville-Haute, en intérieur ou en extérieur. La scène sur Opatovina accueille les spectacles de théâtre Zagreb d'été. Zagreb est également l'hôte de Zagrebfest, le plus ancien festival de la musique pop croate, ainsi que de plusieurs événements traditionnels et divers tournois sportifs internationaux.
Le Jour de la ville de Zagreb, le 16 novembre, est célébré chaque année avec des festivités spéciales, en particulier sur le lac Jarun, au sud-ouest de la ville.

## Patrimoine mondial de l'UNESCO
| Image | Nom                                                                                | Ville            | date d'entrée à l'UNESCO           | Description |
| ----- | ---------------------------------------------------------------------------------- | ---------------- | ---------------------------------- | --- |
|       | Parc national des lacs de Plitvice                                                 | Plitvička Jezera | 98; 1979; Natural; (vii, viii, ix) | Au fil du temps, l'eau a coulé sur le calcaire et la craie, créant des barrages naturels qui à leur tour ont créé une série de connexions lac, cascade et grotte. Les forêts avoisinantes abritent des ours, des loups et de nombreuses espèces d'oiseaux rares.                                                                 |
|       | Palais de Dioclétien                                                               | Split            | 97; 1979; Cultural; (ii, iii, iv)  | Le palais a été construit par l'empereur romain Dioclétien à la fin du IVe siècle et plus tard a servi de base de la ville de Split. Une cathédrale a été construite au Moyen Âge à l'intérieur de l'ancien mausolée, avec des églises, des fortifications, des palais gothiques et Renaissance.                                 |
|       | Vieille ville de Dubrovnik                                                         | Dubrovnik        | 95; 1979; Cultural; (i, iii, iv)   | Dubrovnik est devenu une République Maritime prospère pendant le Moyen Âge, il est devenu la seule cité-État de l'Est de l'Adriatique pouvant rivaliser avec Venise. Soutenu par sa richesse, la ville a atteint un niveau remarquable de développement, en particulier au cours des 15e et 16e siècles.                         |
|       | Ensemble épiscopal de la basilique euphrasienne dans le centre historique de Poreč | Poreč            | 809; 1997; Cultural; (ii, iv)      | Le complexe épiscopal, avec ses mosaïques datant du VIe siècle, illustre l'art byzantin et l'architecture dans la région méditerranéenne. Il comprend la basilique elle-même, une sacristie, un baptistère et le clocher du palais de l'archevêque à proximité.                                                                  |
|       | Ville historique de Trogir                                                         | Trogir           | 810; 1997; Cultural; (ii, iv)      | La riche culture de Trogir a été créée sous l'influence des anciens Grecs, des Romains, et des Vénitiens. Le cœur médiévale de Trogir , entouré de murs, comprend un château préservé, une tour et une série d'habitations et de palais des périodes romanes, gothiques, renaissance et baroques.                                |
|       | Cathédrale de Saint-Jacques                                                        | Šibenik          | 963; 2000; Cultural; (i, ii, iv)   | La cathédrale est une basilique à trois nefs avec trois absides et un dôme (32 m de haut à l'intérieur) et est également un monument architectural significatif de la Renaissance dans l'est de l'Adriatique. |
|       | Plaine de Stari Grad                                                               | Hvar             | 1240; 2008; Cultural; (ii, iii, v) | La plaine de Stari Grad est un paysage agricole qui a été mis en place par les anciens colons grecs dans le IVe siècle av. J.-C., et reste en usage aujourd'hui. La plaine est encore dans sa forme originale. La disposition antique a été préservée par une maintenance rigoureuse des murs de pierre depuis plus de 2400 ans. |

## Statistiques
| Année | Nombre de touristes | Nombre de nuités | Notes                                                               |
| ----- | ------------------- | ---------------- | ------------------------------------------------------------------- |
| 1985  | 10,125,000          | 67,665,000       |                                                                     |
| 1986  | 10,151,000          | 68,216,000       |                                                                     |
| 1987  | 10,487,000          | 68,160,000       |                                                                     |
| 1988  | 10,354,000          | 67,298,000       |                                                                     |
| 1989  | 9,670,000           | 61,849,000       |                                                                     |
| 1990  | 8,497,000           | 52,523,000       | Premières élections démocratique                                    |
| 1991  | 2,297,000           | 10,471,000       | Début de la guerre d'indépendance croate avec le siège de Dubrovnik |
| 1992  | 2,135,000           | 11,005,000       |                                                                     |
| 1993  | 2,514,000           | 13,208,000       |                                                                     |
| 1994  | 3,655,000           | 20,377,000       |                                                                     |
| 1995  | 2,610,000           | 13,151,000       | Fin de la guerre d'indépendance                                     |
| 1996  | 4,186,000           | 21,860,000       |                                                                     |
| 1997  | 5,585,000           | 30,775,000       |                                                                     |
| 1998  | 5,852,000           | 31,852,000       |                                                                     |
| 1999  | 5,127,000           | 27,126,000       | Bombardement de l'OTAN sur la Yougoslavie                           |
| 2000  | 7,137,000           | 39,183,000       |                                                                     |
| 2001  | 7,860,000           | 43,404,000       |                                                                     |
| 2002  | 8,320,000           | 44,692,000       |                                                                     |
| 2003  | 8,878,000           | 46,635,000       |                                                                     |
| 2004  | 9,412,000           | 47,797,000       |                                                                     |
| 2005  | 9,995,000           | 51,421,000       |                                                                     |
| 2006  | 10,385,000          | 53,007,000       |                                                                     |
| 2007  | 11,162,000          | 56,005,000       |                                                                     |
| 2008  | 11,261,000          | 57,103,000       |                                                                     |
| 2009  | 10,935,000          | 56,301,000       | Crise financière mondiale                                           |
| 2010  | 10,604,116          | 56,416,379       |                                                                     |
| 2011  | 11,200,113          | 65,116,830       |                                                                     |
| 2012  | 12,300,000          | 70,300,000       |                                                                     |
| 2013  | 14,000,000          | 73,250,000       |                                                                     |
| 2014  | 13,128,416          | 66,483,948       |                                                                     |
| 2015  | 14,150,000          | 78,589,000       |                                                                     |

| Rang | Pays               | Nombre     |
| ---- | ------------------ | ---------- |
| 1    | Allemagne          | 1,989,000  |
| 2    | Slovénie           | 1,102,000  |
| 3    | Italie             | 1,061,000  |
| 4    | Autriche           | 1,019,000  |
| 5    | République Tchèque | 661,000    |
| 6    | Pologne            | 630,000    |
| 7    | France             | 441,000    |
| 8    | Royaume-Uni        | 429,000    |
| 9    | Hongrie            | 366,000    |
| 10   | Slovaquie          | 355,000    |
|      | Autre              | 3,570,000  |
|      | Total              | 11,623,000 |